# Cookøerne
Cookøerne eller Cook Islands er et selvstyrende territorium under New Zealand. Øerne har omkring 20.000 indbyggere fordelt på ca. 236 km². Dertil kommer havområdet Cook Islands Exclusive Economic Zone (EEZ), som omfatter i alt 1,8 millioner km² af Stillehavet.
Østaten omfatter i alt 15 øer, hvoraf de 12 var beboet under den seneste folketælling 1. december 2006, hvor den samlede befolkning blev opgjort til 19.569. Godt halvdelen af befolkningen bor på øen Rarotonga, hvor østatens hovedstad Avarua ligger, og hvor der også findes den internationale lufthavn. Hovedindtægtskilden er turisme, hvortil kommer aktiviteter inden for landbrug og fiskeri.
Cookøerne har et nært samkvem med New Zealand, de anvender New Zealand-dollar (NZD) suppleret af lokale mønter (et stort salgsobjekt til turister) samt ældre lokale pengesedler i møntfoden Cook Islands dollars. Derudover har de nære forbindelser til New Zealand udmøntet sig i, at der anslås af være omkring 45.000 mennesker af Cook-oprindelse på Nordøen i New Zealand.